# Celleporina asymmetrica
Celleporina asymmetrica is een mosdiertjessoort uit de familie van de Celleporidae. De wetenschappelijke naam van de soort is voor het eerst geldig gepubliceerd in 1985 door Moyano.